# 板橋本町站

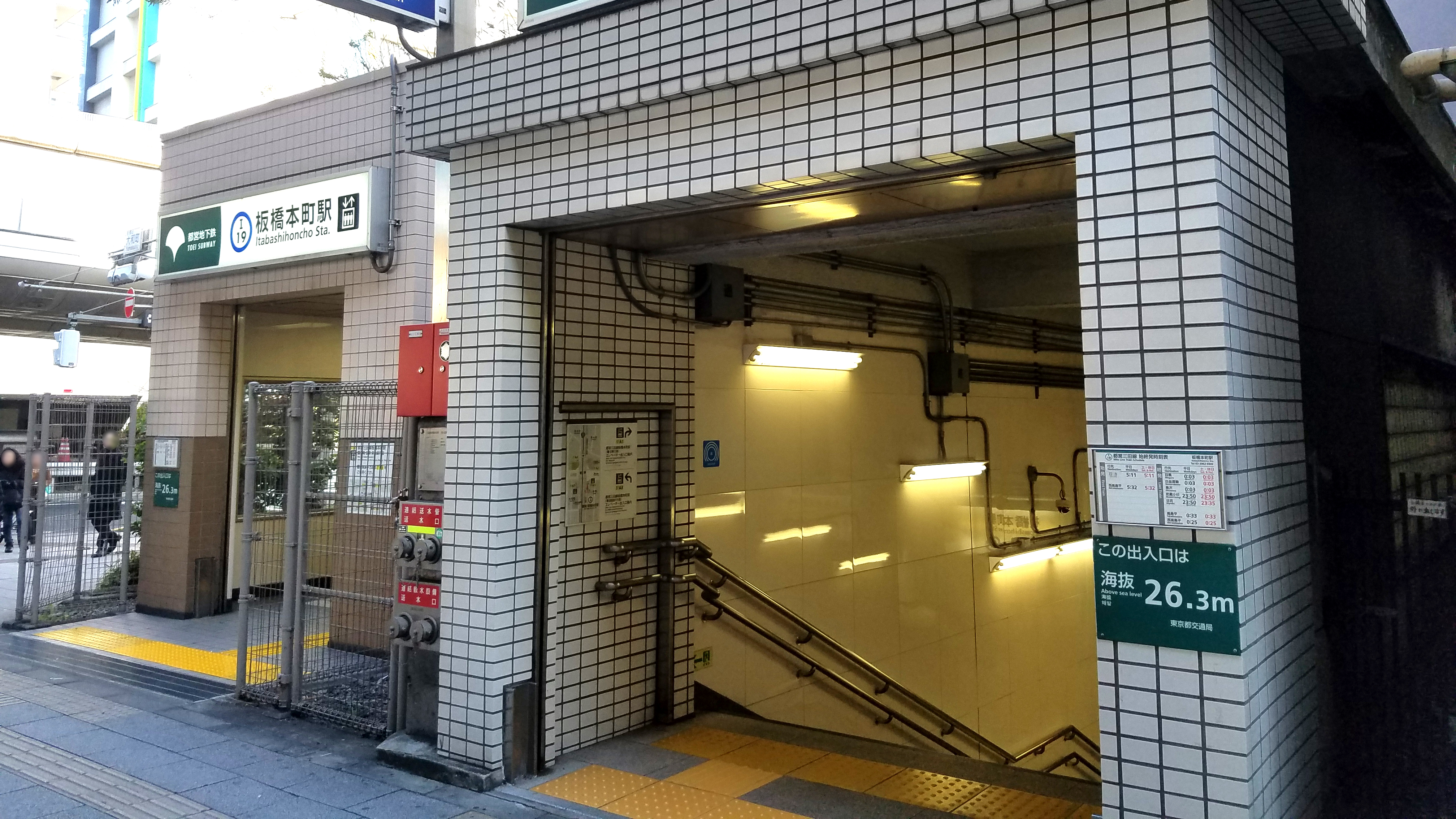
A1出入口（2019年12月）

板橋本町站（日语：／ Itabashi-honchō eki */?）是位於日本東京都板橋區大和町與本町交界，屬於東京都交通局（都營地下鐵）三田線的鐵路車站。車站編號是I 19。車站正式的所在地是板橋區大和町17番地。

## 歷史
- 1968年（昭和43年）12月27日：都營地下鐵6號線車站開業。
- 1978年（昭和53年）7月1日：都營地下鐵6號線改稱為三田線。

### 站名由來
計畫時的臨時站名為「大和町」（やまとちょう）。雖是取自舊都電志村線的站名，但在提出與東武東上線直通的計畫後，為避免與接續的「大和町」站（やまとまち，現和光市站）混淆而更名。

## 車站

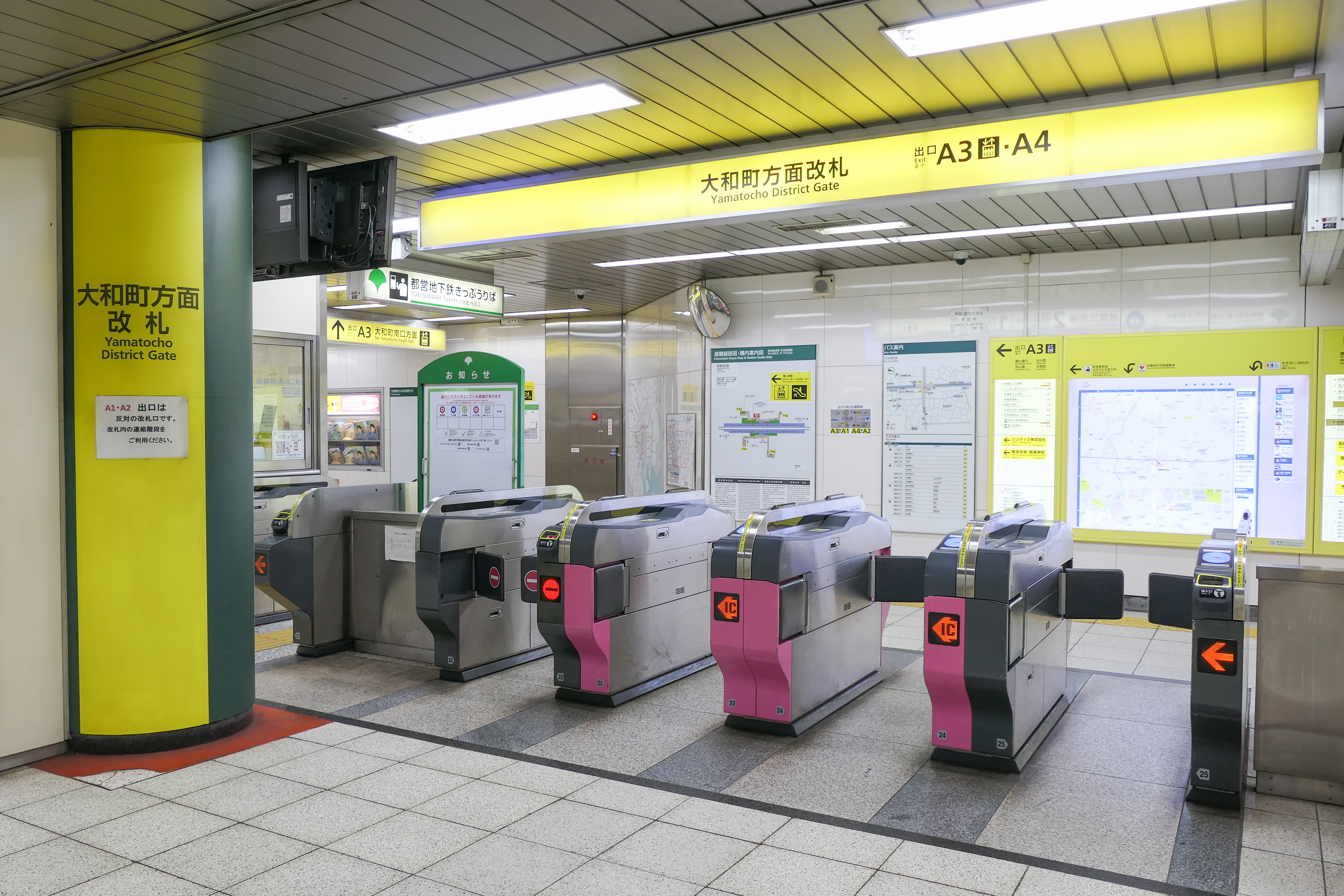
往大和町方向的檢票口（2022年12月）

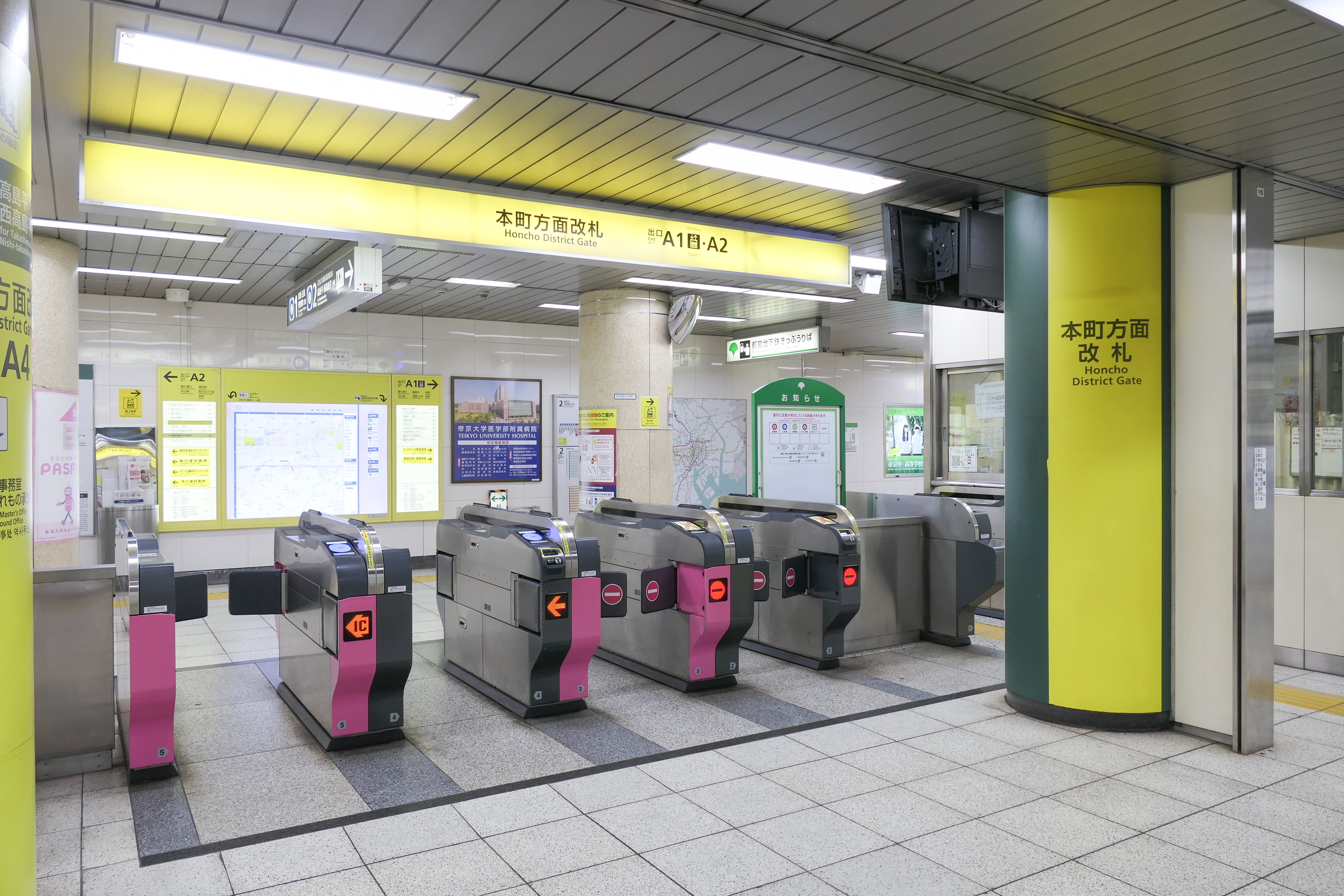
往本町方向的檢票口（2022年12月）

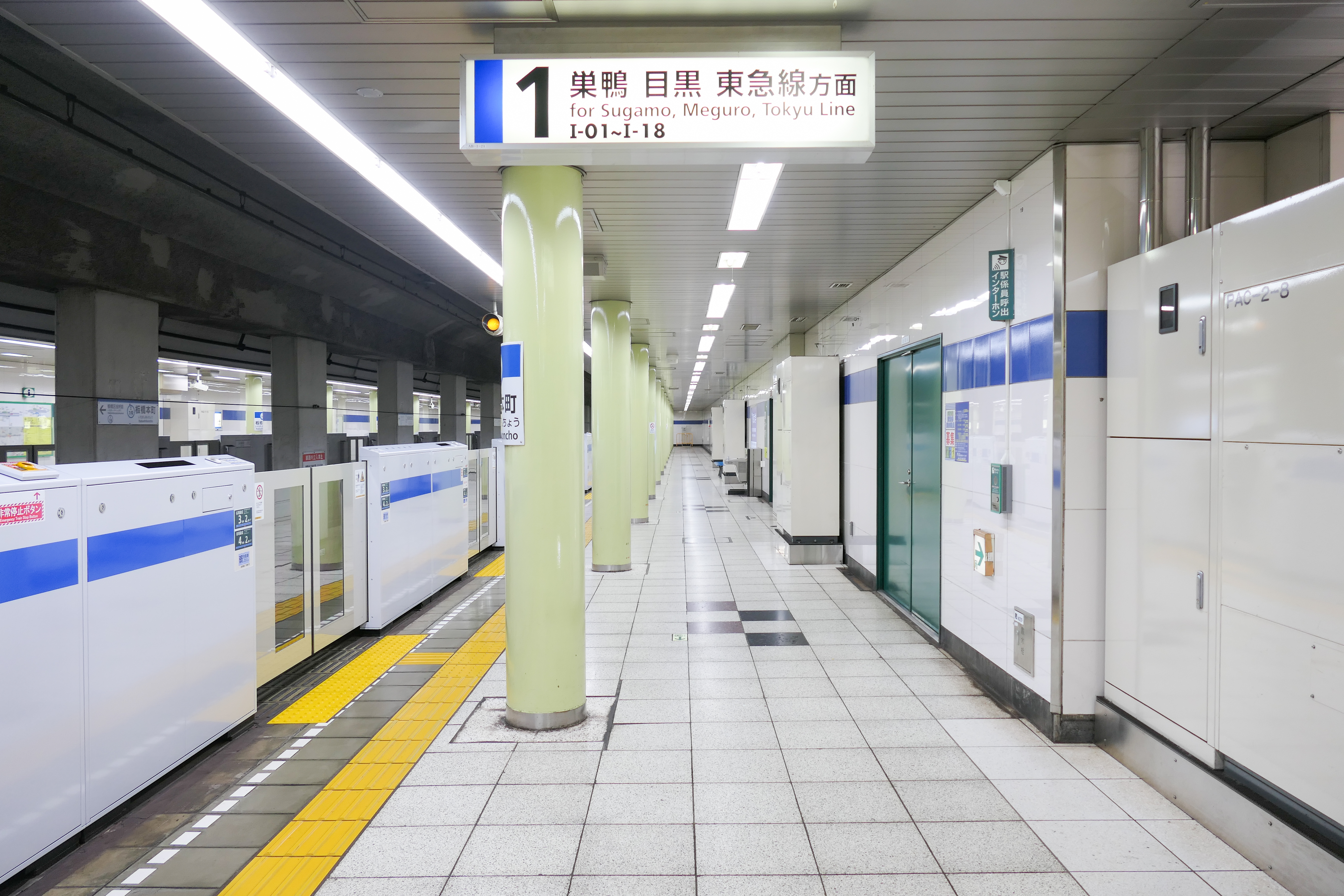
1號月台（2022年12月）

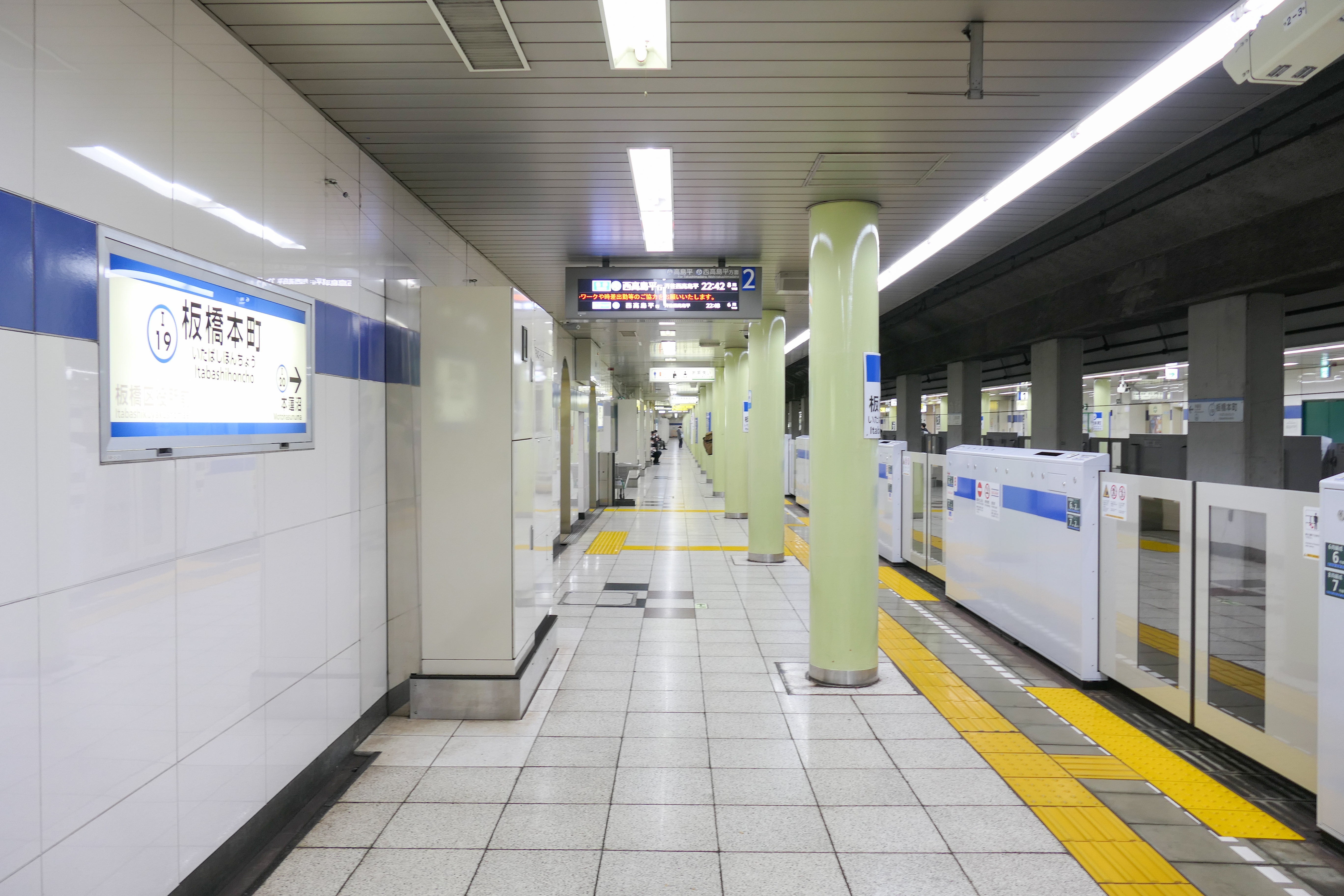
2號月台（2022年12月）

本站是對向式月台2面2線之地下車站。A3出入口與付費區外大廳之間設有電扶梯，A1、A3出入口與付費區外大廳之間設有電梯。廁所位於2號線月台的目黑側。付費區內有聯絡通道連通兩月台。
| 月台 | 路線   | 目的地                             | 注釋                  |
| ---- | ------ | ---------------------------------- | --------------------- |
| 1    | 三田線 | 往巣鴨、白金高輪、目黑、目黑線方向 | 目黑站直通 東急目黑線 |
| 2    | 三田線 | 往高島平、西高島平方向             |                       |

（來源：都營地下鐵:車站構內圖 （页面存档备份，存于））

## 利用狀況
2017年度1日平均上下車人次為34,846人（上車人次17,737人、下車人次17,109人）。
各年度1日平均上下車、上車人次變化如下表。
| 年度               | 1日平均 上下車人次 | 1日平均 上車人次 | 來源     |
| ------------------ | ------------------ | ---------------- | -------- |
| 1990年（平成02年） |                    | 15,055           | [ * 1 ]  |
| 1991年（平成03年） |                    | 15,385           | [ * 2 ]  |
| 1992年（平成04年） |                    | 15,356           | [ * 3 ]  |
| 1993年（平成05年） |                    | 15,310           | [ * 4 ]  |
| 1994年（平成06年） |                    | 15,047           | [ * 5 ]  |
| 1995年（平成07年） |                    | 14,276           | [ * 6 ]  |
| 1996年（平成08年） |                    | 13,989           | [ * 7 ]  |
| 1997年（平成09年） |                    | 13,877           | [ * 8 ]  |
| 1998年（平成10年） |                    | 13,759           | [ * 9 ]  |
| 1999年（平成11年） |                    | 13,374           | [ * 10 ] |
| 2000年（平成12年） |                    | 13,290           | [ * 11 ] |
| 2001年（平成13年） |                    | 13,296           | [ * 12 ] |
| 2002年（平成14年） |                    | 13,307           | [ * 13 ] |
| 2003年（平成15年） | 25,000             | 12,934           | [ * 14 ] |
| 2004年（平成16年） | 24,350             | 12,616           | [ * 15 ] |
| 2005年（平成17年） | 24,606             | 12,748           | [ * 16 ] |
| 2006年（平成18年） | 25,026             | 12,932           | [ * 17 ] |
| 2007年（平成19年） | 26,427             | 13,612           | [ * 18 ] |
| 2008年（平成20年） | 28,296             | 14,577           | [ * 19 ] |
| 2009年（平成21年） | 27,849             | 14,287           | [ * 20 ] |
| 2010年（平成22年） | 28,107             | 14,389           | [ * 21 ] |
| 2011年（平成23年） | 28,343             | 14,559           | [ * 22 ] |
| 2012年（平成24年） | 29,601             | 15,130           | [ * 23 ] |
| 2013年（平成25年） | 30,856             | 15,765           | [ * 24 ] |
| 2014年（平成26年） | 31,773             | 16,215           | [ * 25 ] |
| 2015年（平成27年） | 32,723             | 16,683           | [ * 26 ] |
| 2016年（平成28年） | 33,853             | 17,237           | [ * 27 ] |
| 2017年（平成29年） | 34,846             | 17,737           |          |

## 車站周邊
- 車站周邊主要為醫院及銀行。

南方有帝京大學板橋校區與帝京大學醫學部附屬醫院、帝京中學校、高等學校等帝京大學集團設施。站體上方的大和町交差點是國道17號與東京都道318號環狀七號線（環七通）交會處，國道17號上方還有首都高速5號池袋線通過。
- 帝京大學板橋校區
- 帝京大學醫學部附屬醫院（日语：帝京大学医学部附属病院）
- 帝京中學校及高等學校
- 東洋大學綜合運動中心

- 板橋波隆那兒童繪本館（日语：いたばしボローニャ子ども絵本館）
  - 板橋區公文書館
  - 板橋綜合志工中心
- 板橋清水郵便局
- 新板橋郵便局
- 中央勞動金庫（日语：中央労働金庫）板橋支店
- 瑞穗銀行板橋支店
- 巢鴨信用金庫（日语：巣鴨信用金庫）板橋本町支店
- SP食品（日语：エスビー食品）香料中心
- 沖永眼科醫院
- 富士見醫院

### 巴士路線
最近的巴士站是「大和町」巴士站。
經中山道的路線可在車站旁設站，但經環七通的路線因需通過中山道陸橋，只能在陸橋東詰（車站往東約300公尺）設站。
- 都營巴士
  - 王78 - 往王子站／往新宿站西口、往杉並車庫（日语：都営バス杉並支所）（環七）
- 國際興業巴士（日语：国際興業バス）
  - 王54 - 往王子站／往上板橋站（環七）
  - 王54-2 - 往上板橋站前（環七）
    - 練馬北町車庫（日语：国際興業バス練馬営業所）入庫班次。不經上板橋站圓環回送入庫。

  - 赤31 - 往赤羽站東口行／往高圓寺站行（環七）
  - 赤31-2 - 經姥橋往 赤羽車庫（日语：国際興業バス赤羽営業所）（環七）
    - 平日夜間最末班赤羽車庫入庫班次。不往高圓寺站。週六日停駛。

  - 赤51 - 經西丘往赤羽站西口／往池袋站東口（中山道）
  - 赤57 - 經隧道往赤羽站西口／往日大醫院（日语：日本大学医学部附属板橋病院）（中山道）
  - 赤97 - 經本蓮沼站往赤羽車庫／往池袋站東口（中山道）
    - 往池袋站東口的班次是平日早晨的赤羽車庫出庫班次。週六日停駛。往赤羽車庫班次是周六日最末班入庫班次。平日停駛。

  - 池20 - 經西台站往高島平操車場／往池袋站西口（中山道）
  - 池20-2 - 經西台站往高島平操車場（中山道）
    - 平日早晨池袋車庫（日语：国際興業バス池袋営業所）出庫班次。週六日停駛。

  - 池21 - 經舟渡町往高島平站／往池袋站西口（中山道）
- 關東巴士
  - 赤31 - 往赤羽站東口／往高圓寺站（環七）　※與國際興業巴士共同運行。

## 相鄰車站
都營地下鐵
 三田線
板橋區役所前（I 18）－板橋本町（I 19）－本蓮沼（I 20）

## 來源
東京都統計年鑑
1. ↑  .   [2017-06-17]. （原始内容存档于2016-03-05）.
2. ↑  .   [2017-06-17]. （原始内容存档于2016-03-05）.
3. ↑  .   [2017-06-17]. （原始内容存档于2013-08-15）.
4. ↑  .   [2017-06-17]. （原始内容存档于2013-02-03）.
5. ↑  .   [2017-06-17]. （原始内容存档于2013-02-03）.
6. ↑  .   [2017-06-17]. （原始内容存档于2013-02-03）.
7. ↑  .   [2017-06-17]. （原始内容存档于2013-02-03）.
8. ↑  .   [2017-06-17]. （原始内容存档于2016-03-04）.
9. ↑  東京都統計年鑑（平成10年）PDF
10. ↑  東京都統計年鑑（平成11年）PDF
11. ↑  .   [2017-06-17]. （原始内容存档于2016-03-04）.
12. ↑  .   [2017-06-17]. （原始内容存档于2016-03-04）.
13. ↑  .   [2017-06-17]. （原始内容存档于2017-07-29）.
14. ↑  .   [2017-06-17]. （原始内容存档于2017-07-29）.
15. ↑  .   [2017-06-17]. （原始内容存档于2017-07-29）.
16. ↑  .   [2017-06-17]. （原始内容存档于2017-07-29）.
17. ↑  .   [2017-06-17]. （原始内容存档于2017-07-29）.
18. ↑  .   [2017-06-17]. （原始内容存档于2017-07-29）.
19. ↑  .   [2017-06-17]. （原始内容存档于2017-07-29）.
20. ↑  .   [2017-06-17]. （原始内容存档于2016-03-26）.
21. ↑  .   [2017-06-17]. （原始内容存档于2016-03-27）.
22. ↑  .   [2017-06-17]. （原始内容存档于2016-03-25）.
23. ↑  .   [2017-06-17]. （原始内容存档于2016-03-27）.
24. ↑  .   [2017-06-17]. （原始内容存档于2016-03-22）.
25. ↑  .   [2017-06-17]. （原始内容存档于2017-07-30）.
26. ↑  .   [2019-02-10]. （原始内容存档于2018-11-09）.
27. ↑  .   [2019-02-10]. （原始内容存档于2019-05-02）.

## 外部連結
- 板橋本町 - 東京都交通局